# Mistrzostwa NCAA Division III w Zapasach w 2012
Mistrzostwa NCAA Division III w zapasach w 2012 roku rozegrane zostały w La Crosse w dniach 9–10 marca. Zawody odbyły się w La Crosse Center. Gospodarzem zawodów był University of Wisconsin–La Crosse.
- Outstanding Wrestler – Kodie Silvestri

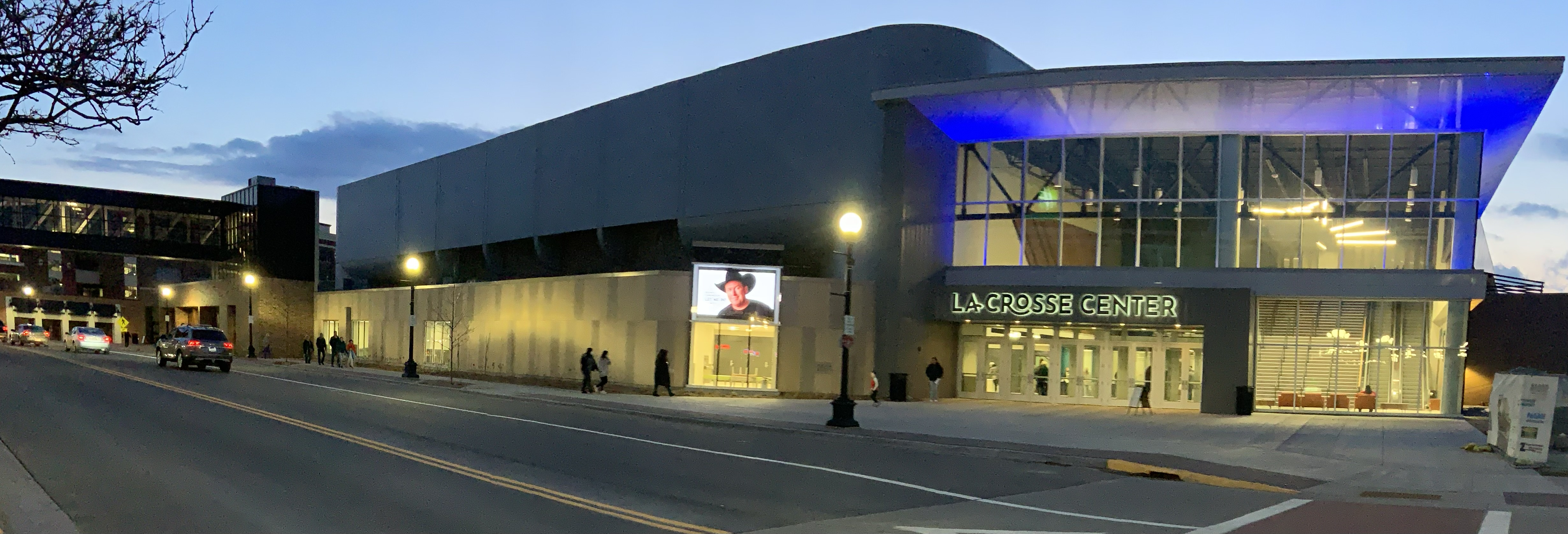

Punkty zdobyło 51 drużyn.

## Wyniki

### Drużynowo
| Kolejność | Szkoła                             | Zespół   |
| --------- | ---------------------------------- | -------- |
| 1.        | Wartburg College                   | Knights  |
| 2.        | Augsburg University                | Auggies  |
| 3.        | Coe College                        | Kohawks  |
| 4.        | University of Wisconsin–La Crosse  | Eagles   |
| 5.        | Ithaca College                     | Bombers  |
| 6.        | The College of New Jersey          | Lions    |
| 7.        | Elmhurst College                   | Bluejays |
| 8.        | University of Wisconsin–Whitewater | Warhawks |

### All American

#### 125 lb
| Lp. | Zawodnik            | Szkoła               |
| --- | ------------------- | -------------------- |
| 1.  | Kenneth Anderson    | Wartburg             |
| 2.  | Nathan Fitzenreider | North Central        |
| 3.  | Grant Sutter        | Wisconsin–Whitewater |
| 4.  | Nathaniel Giorgio   | Coast Guard          |
| 5.  | Ben Presler         | Concordia–Moorhead   |
| 6.  | Jimmy Gotto         | Coe                  |
| 7.  | Paul Bewak          | Johns Hopkins        |
| 8.  | Charlie Frankel     | Delaware             |

#### 133 lb
| Lp. | Zawodnik        | Szkoła                  |
| --- | --------------- | ----------------------- |
| 1.  | Seth Ecker      | Ithaca                  |
| 2.  | Jordan Westfall | Coe                     |
| 3.  | Dalton Bullard  | Elmhurst                |
| 4.  | Joe Mileski     | Wisconsin–Stevens Point |
| 5.  | Dan Herr        | New Jersey              |
| 6.  | Adam Sheley     | Wisconsin–La Crosse     |
| 7.  | Joseph Grippi   | Springfield             |
| 8.  | Corey Brown     | Thiel                   |

#### 141 lb
| Lp. | Zawodnik        | Szkoła              |
| --- | --------------- | ------------------- |
| 1.  | Kodie Silvestri | Wartburg            |
| 2.  | Bebeto Yewah    | Wisconsin–La Crosse |
| 3.  | Will Keeter     | Augsburg            |
| 4.  | Ryan Timmerman  | St. Olaf            |
| 5.  | Andrew Zobac    | North Central       |
| 6.  | Chris Albright  | York                |
| 7.  | Josh Malave     | Mount Union         |
| 8.  | Brian Bistis    | SUNY–Cortland       |

#### 149 lb
| Lp. | Zawodnik         | Szkoła         |
| --- | ---------------- | -------------- |
| 1.  | Jeremy Stierly   | Ithaca         |
| 2.  | Anthony Dattolo  | Wilkes         |
| 3.  | Tony Valek       | Augsburg       |
| 4.  | Joe Wood         | Loras          |
| 5.  | Zac Andrews      | Delaware       |
| 6.  | Drew Wagenhoffer | Wartburg       |
| 7.  | James Locke      | Coe            |
| 8.  | Mike Willey      | Plymouth State |

#### 157 lb
| Lp. | Zawodnik        | Szkoła               |
| --- | --------------- | -------------------- |
| 1.  | Nazar Kulczycki | Wisconsin–Oshkosh    |
| 2.  | Orlando Ponce   | Augsburg             |
| 3.  | Dale Handley    | Coe                  |
| 4.  | Elias Larson    | Trine                |
| 5.  | Chris Burdge    | Centenary            |
| 6.  | John Darling    | New Jersey           |
| 7.  | Isaac Dukes     | Case Western Reserve |
| 8.  | Derek Brenon    | Ithaca               |

#### 165 lb
| Lp. | Zawodnik        | Szkoła              |
| --- | --------------- | ------------------- |
| 1.  | Landon Williams | Wartburg            |
| 2.  | Nick LeClere    | Coe                 |
| 3.  | Derrick Longo   | Springfield         |
| 4.  | Kevin Obrien    | Wisconsin–La Crosse |
| 5.  | Joey Favia      | Stevens Institute   |
| 6.  | James Myers     | Olivet              |
| 7.  | Nicholas Sanko  | Ithaca              |
| 8.  | Quint Eno       | Elizabethtown       |

#### 174 lb
| Lp. | Zawodnik          | Szkoła              |
| --- | ----------------- | ------------------- |
| 1.  | Kyle Kwiat        | Ohio Northern       |
| 2.  | Bradley Banks     | Wartburg            |
| 3.  | Michael Schmitz   | Wisconsin–La Crosse |
| 4.  | Mathew Pfarr      | Saint John’s        |
| 5.  | Matt Cross        | Messiah             |
| 6.  | Scott King        | Coe                 |
| 7.  | Jules Doliscar    | Ithaca              |
| 8.  | Jordan Richardson | Augustana           |

#### 184 lb
| Lp. | Zawodnik        | Szkoła     |
| --- | --------------- | ---------- |
| 1.  | Mike Denver     | New Jersey |
| 2.  | Michael Reilly  | King       |
| 3.  | Josef Rau       | Elmhurst   |
| 4.  | Dylan Azinger   | Wartburg   |
| 5.  | Alex Martocello | York       |
| 6.  | Timothy Stewart | Messiah    |
| 7.  | Jefferson Ajayi | Wesleyan   |
| 8.  | Greg Rhoads     | Wabash     |

#### 197 lb
| Lp. | Zawodnik       | Szkoła             |
| --- | -------------- | ------------------ |
| 1.  | Byron Tate     | Wartburg           |
| 2.  | Dustin Baxter  | Saint John’s       |
| 3.  | Jared Myhrberg | SUNY–Cortland      |
| 4.  | Brad Baus      | Augsburg           |
| 5.  | Nathan Schmitz | Concordia–Moorhead |
| 6.  | Trent Flegel   | Luther             |
| 7.  | William Meaney | Elizabethtown      |
| 8.  | Reid Mosquera  | Johns Hopkins      |

#### 285 lb
| Lp. | Zawodnik       | Szkoła               |
| --- | -------------- | -------------------- |
| 1.  | Chad Johnson   | Augsburg             |
| 2.  | Corey Anderson | Wisconsin–Whitewater |
| 3.  | Derick Hesson  | Mount Union          |
| 4.  | Ryan Fank      | Wartburg             |
| 5.  | William Mayer  | Wisconsin–La Crosse  |
| 6.  | George Saliba  | York                 |
| 7.  | Joseph Zitone  | Centenary            |
| 8.  | Joey Giaramita | SUNY–Cortland        |